# Diocèse de Latina-Terracina-Sezze-Priverno
Le diocèse de Latina-Terracina-Sezze-Priverno (en latin : Dioecesis Latinensis-Terracinensis-Setina-Privernensis ; en italien : Diocesi di Latina-Terracina-Sezze-Priverno) est un diocèse de l'Église catholique en Italie sous exemption et appartenant à la région ecclésiastique du Latium.

## Territoire

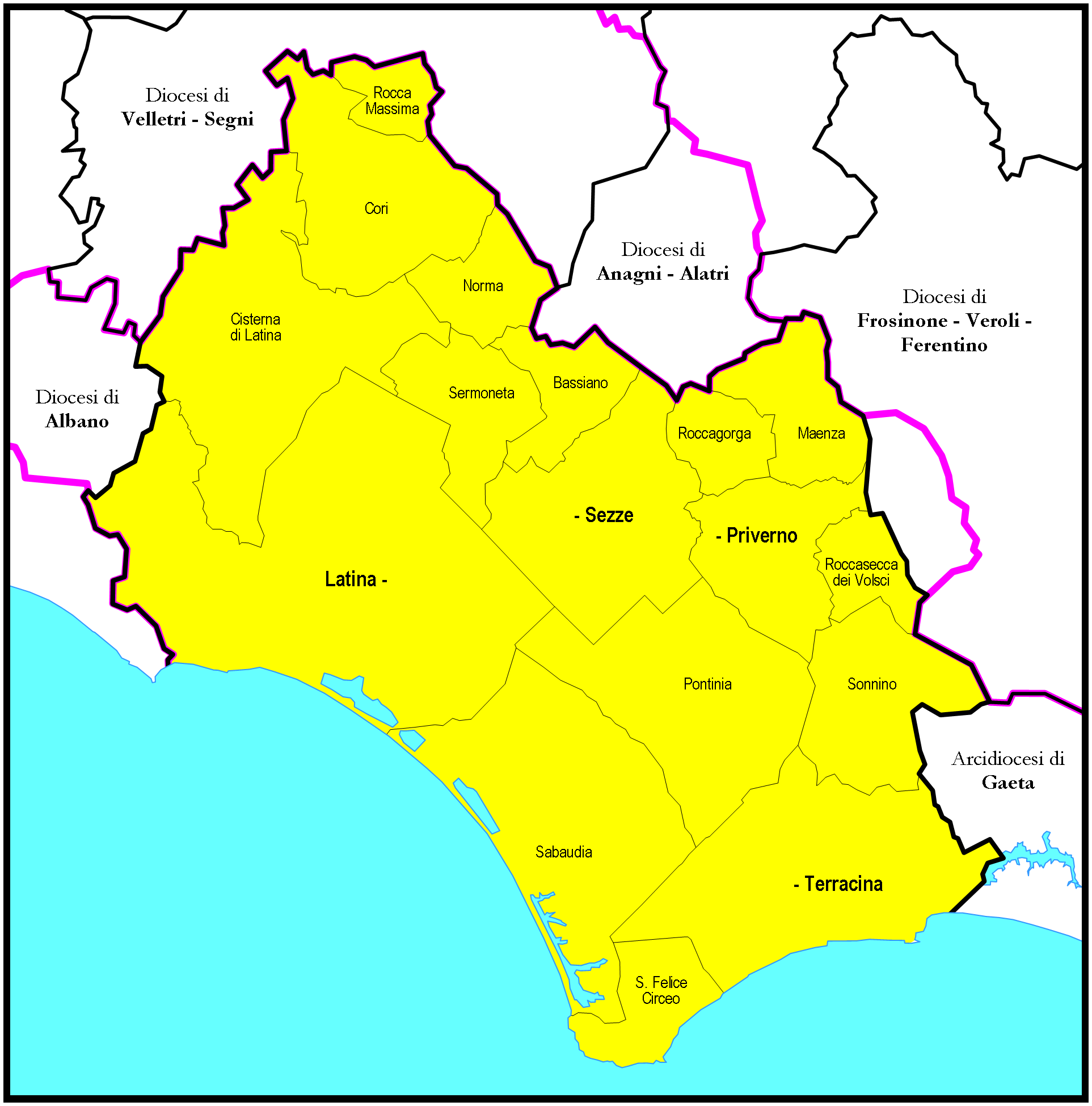
Territoire du diocèse.

Le diocèse est situé sur une partie de la province de Latina, l'autre partie de cette province étant partagée par l'archidiocèse de Gaète, le diocèse suburbicaire d'Albano et le diocèse de Frosinone-Veroli-Ferentino. Son territoire est d'une superficie de 1 371 km2 divisé en 87 paroisses regroupées en 5 archidiaconés. L'évêché est à Latina où se trouve la cathédrale Saint Marc. Le diocèse possède trois cocathédrales : la cocathédrale de saint Césaire de Terracina, la cocathédrale de la Vierge à Sezze et la cocathédrale de l'Annonciation à Priverno.

## Histoire
Le diocèse actuel est le résultat de l'union de trois anciens diocèses : Terracina, qui prend le nom de Terracina-Latina en 1967, Priverno, et Sezze qui ont été unis aeque principaliter au cours du XIIe siècle. Ils sont pleinement unis par le décret Instantibus votis de la congrégation pour les évêques du 30 septembre 1986.

### Terracina
La tradition attribue la fondation de l'église de Terracina à Épaphrodite, un des septante disciples envoyé par l'apôtre saint Pierre. D'autres traditions parlent du passage de saint Paul sur la voie Appienne lors de son voyage vers Rome. Les traditions hagiographiques rappellent, outre Épaphrodite susmentionné, les saints Félix et Silvanus, et saint Césaire, commémorés dans le martyrologe hiéronymien. Sur la tombe de saint Césaire, une basilique est construite, probablement la cathédrale primitive du diocèse, et où des tombes chrétiennes datant du IIIe siècle et IVe siècle ont été découvertes. 
Du point de vue historique et documentaire, la première attestation de l’existence du diocèse de Terracina remonte aux premières décennies du IVe siècle, avec l’évêque Sabino, présent au concile de Rome convoqué par le pape Miltiade en 313. Au début du VIe siècle, selon les témoignages recueillis dans les dialogues de Grégoire Ier, saint Benoît fonde le monastère de Santo Stefano de Montanis près de Terracina, concédé aux abbés du Mont-Cassin par le pape Léon IX en 955. À la suite du décès de l'évêque Pietro en 592, Agnello, évêque du diocèse de Formia (it), qui est dans l'incapacité de résider dans son évêché en raison de la dévastation commise par les Lombards, est nommé évêque de Terracina par le pape Grégoire Ier, dirigeant les deux diocèses pendant un certain temps.

### Privetto
Bien que le diocèse ne soit attesté qu'au VIIIe siècle, la présence du christianisme à Priverno (connu sous le nom de Piperno) remonte au moins au IVe siècle, selon certaines preuves archéologiques récentes. Le premier évêque historiquement documenté est Bonifacio, qui participe en 769 au concile de Rome organisé par le pape Étienne III ; le dernier évêque est Jean, qui participe le 2 novembre 1036 à un synode organisé par le pape Benoît IX.
Selon Cappelletti, le siège de Priverno et celui de Terracina ne sont unis que lors de la seconde moitié du XIIe siècle, en se basant sur une controverse mettant en cause la ville de Priverno et l'évêque terracinien Ugone (1168-1179). L'historien français Louis Duchesne estime au contraire que vers 1036, l'évêché de Priverno est transféré à Sezze, lui-même uni à Terracina au XIIe siècle.
En vertu d'un accord conclu en 1245, l'ancienne cathédrale de Priverno maintient un chapitre de chanoines et son archiprêtre a le titre de vicedominus, avec des prérogatives épiscopales particulières, sur les territoires de l'ancien diocèse. Ce privilège est contesté par les évêques de Terracina jusqu'au XVIIe siècle. Sur le territoire de Priverno, l'abbaye de Fossanova est fondée par les cisterciens dans la seconde moitié du XIIe siècle où Thomas d'Aquina, saint patron de Priverno, décède en 1274.

### Sezze
La tradition locale attribue à saint Luc l'évangélisation et la fondation de la communauté chrétienne de Sezze. Selon Cappelletti, le diocèse est déjà documenté à la fin du VIIIe siècle mais le premier évêque connu est Stefano, présent au synode romain convoqué par le pape Benoît IX en 1036.
Les évêques suivants de Sezze sont connus grâce à la  Legenda sancti Lidani abbatis. Le premier est Pollidio, qui en 1046 autorise le moine Lidan à construire un monastère près de Sezze ; suit Drusino qui, à la mort du saint en 1118, transporte ses restes dans la cathédrale de Sezze et encourage son culte ; enfin Giovanni, qui rédige une partie de la vie de saint Lidan au milieu du XIIe siècle.

### L'union aeque principaliter
Au cours du XIIe siècle, les trois sièges de Terracina, Priverno et Sezze sont unis sous l'unique évêché de Terracina. La date exacte de cette union n'est pas connue, mais on possède la bulle  Hortatur nos du 17 janvier 1217, par lequel le pape Honorius III confirme l'union des trois diocèses établis par ses prédécesseurs. Cette bulle mentionne jusqu'à sept pontifes, d’Alexandre II (1061-1073) à Innocent III (1198-1216). Il est supposé qu’à l’époque d’Alexandre II, le siège de Priverno est déjà uni à Terracina et que sous Innocent III, Sezze a également subi le même sort. La bulle Hortatur nos confirme l'exemption de Terracina et répertorie surtout les villages ayant appartenu aux diocèses de Priverno et de Sezze. Ce territoire reste inchangé jusqu'à l'ère fasciste, les frontières occidentales du diocèse de Terracina demeurant incertaines en raison de la présence des marais pontins, marécageux et pratiquement inhabité, ce qui rend difficile, mais aussi inutile, de définir les limites avec le diocèse voisin de Velletri.
Au XVIe siècle, les incursions des barbaresques et surtout les fréquentes infections de paludisme provoquent un véritable effondrement démographique de la communauté de Terracina, qui compte en 1572 un peu plus de deux cents habitants. À partir de ce moment, les évêques de Terracina commencent à résider de plus en plus loin de la ville épiscopale, notamment à Sezze, où l'évêque Cesare Ventimiglia (1615-1645) restaure le palais épiscopal et y établit le séminaire diocésain. Les reliques de saint Lidan sont également transférées à Sezze avec l'évêque Fabrizio Perugini en 1606. 
Le transfert de facto de l'évêché à Sezze provoque la réaction du clergé et surtout du chapitre de la cathédrale de Terracina qui, au début du XVIIIe siècle, demande au Saint-Siège de réaffirmer la prééminence de la cathédrale de Terracina sur celle de Sezze ; en même temps, les habitants et le clergé de Sezze ont recours à la rote romaine pour demander que leur cathédrale ne soit pas subordonnée à celle de Terracina.
Ces incompréhensions et difficultés entre Terracina et Sezze conduit le pape Benoît XIII à promulguer jusqu'à quatre bulles, élargissant la problématique au diocèse de Priverno. Le 29 avril 1725, par la bulle Romanus pontifex, le pontife réaffirme la cathédralité de l'église de Sezze, un honneur que la ville n'a jamais perdu, ni avant ni après la bulle d'Honorius III. Il ordonne aux évêques de Terracina d'ajouter à leur titre celui de Sezze et confirme l'union aeque principaliter entre les deux sièges. Cette union est confirmée par la bulle Regis pacifici du 16 juillet 1725. Benoît XIII établi également les mêmes prérogatives et la même typologie d'union pour le siège de Priverno par la bulle Super universas du 10 septembre 1725. Enfin, l’union aeque principaliter des trois sièges est définitivement confirmée par Benoît XIII par la bulle Sacrosancta Romana Ecclesia du 9 décembre 1726. 
Les débuts du XIXe siècle sont marqués par le redressement économique et social de Terracina, grâce aux premiers travaux de remise en état des terres effectués par les pontifes ; mais aussi de la propagation du brigandage comme lors de l'assaut du collège ecclésiastique de Terracina (1821) dans lequel le brigand Massaroni (it) tente d'enlever l'évêque.
Avec l'assainissement des marais pontins effectué dans les années trente, de nouveaux territoires sont aménagés où s'installent des milliers de colons, dont beaucoup sont originaires du Triveneto, et de nouvelles villes voient le jour, telles que Littoria, Sabaudia et Pontinia. Cela pose un double problème aux évêques des diocèses de Velletri et Terracina, Sezze et Priverno, dont dépendent les nouveaux territoires pour la pastorale des populations et la définition exacte des frontières diocésaines. Pour Pontinia, il n'y a pas de problèmes de juridiction, puisque la ville est située sur un territoire pris à la municipalité et à la paroisse de la cathédrale de Sezze. Après la guerre, la congrégation pour les évêques établit que les frontières entre les municipalités de Latina et de Sabaudia sont également celles des diocèses de Velletri et de Terracina, de Sezze et de Priverno ; cela conduit à un échange de territoires entre les diocèses concernés par un décret du 19 mars 1950.
En 1957, Mgr Emilio Pizzoni demande au Saint-Siège d'unir les curies des trois diocèses, ce qui est fait le 25 juillet de la même année par le décret de la congrégation consistoriale, qui prévoit également la nomination d'un seul vicaire général. Le Saint-Siège décide également d'une légère modification territoriale, avec le passage de la localité de Frasso (frazione de Sonnino) du diocèse de Priverno à celui de Terracina. Le 12 septembre 1967, les territoires de la province de Latina qui faisaient partie du siège de Velletri (à savoir Latina, Cisterna di Latina, Cori, Norma et Rocca Massima) sont annexés au diocèse de Terracina qui prend le nom de Terracina-Latina. À partir de cette date, les évêques du diocèse établissent leur siège à Latina, la plus grande et la plus importante ville de Terracina.

### Union complète
Le 30 septembre 1986, avec le décret Instantibus votis de la congrégation pour les évêques, les trois sièges de Terracina-Latina, Sezze et Priverno, qui étaient unis aeque principaliter, sont pleinement unis. Le diocèse prend son nom actuel et l'évêché est officiellement transféré à Latina. L'église de saint Marc devient la nouvelle cathédrale du diocèse, tandis que les anciennes cathédrales de Sezze, Priverno et Terracina ont le rang de cocathédrale. En 1991, le diocèse de Latina-Terracina-Sezze-Priverno cède une paroisse de la municipalité d'Aprilia au diocèse suburbicaire d'Albano et acquiert quatre paroisses de la municipalité de Latina. En 2008, la nouvelle curie diocésaine est inaugurée dans la banlieue sud de Latina.

## Sources
- http://www.catholic-hierarchy.org